# Schöppenchronik

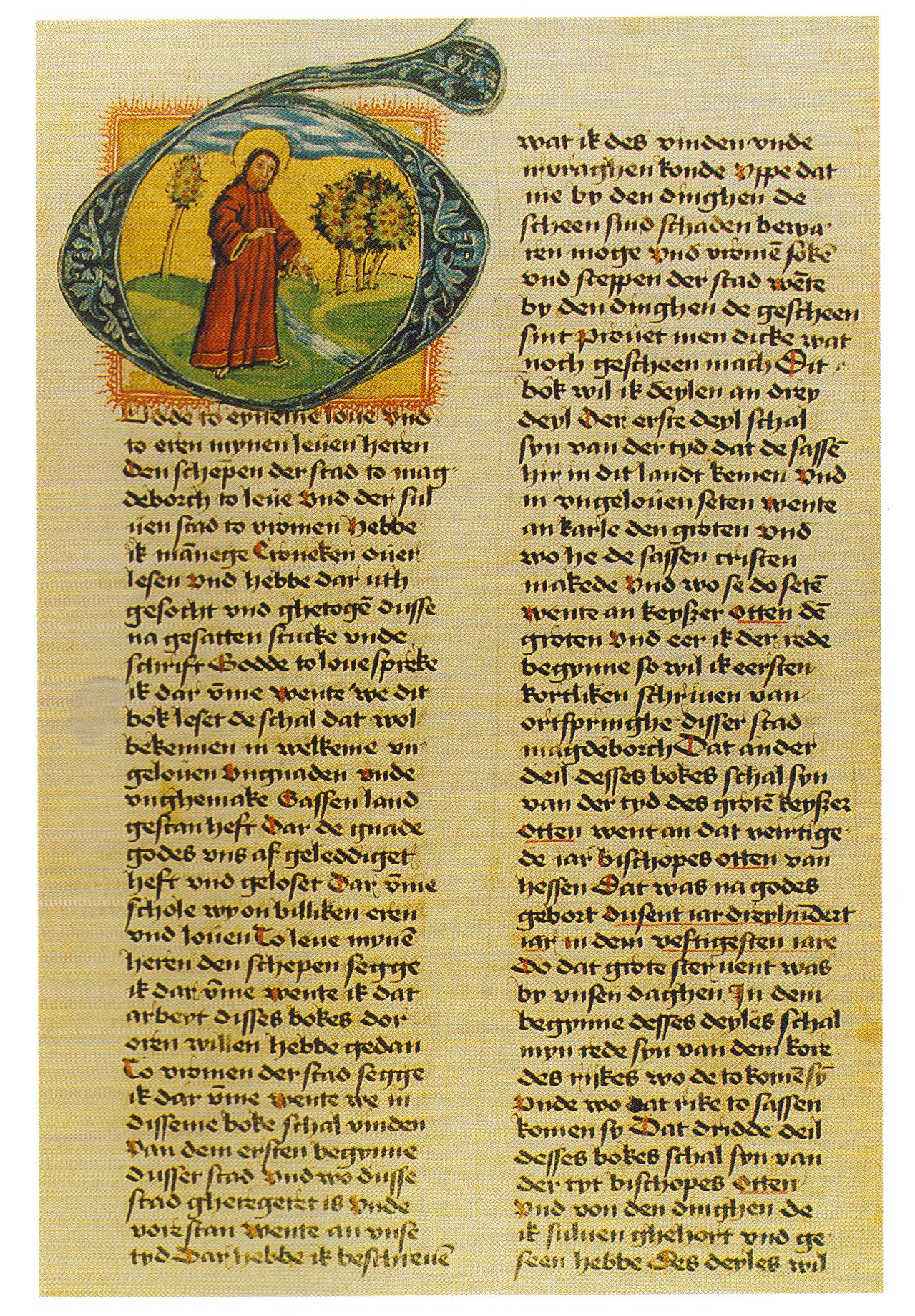
Handschrift

Die Schöppenchronik, üblicherweise als Magdeburger Schöppenchronik oder Magdeburger Schöffenchronik bezeichnet, ist eine aus dem Mittelalter stammende Chronik zur Geschichte der Stadt Magdeburg in mittelniederdeutscher Sprache.

## Inhalt
Die Chronik entstand im Zeitraum von 1350 bis 1516 und sollte dem Amtsgebrauch der Schöffen und des altstädtischen Rates dienen. Sowohl richterliche als auch politische Entscheidungen sollten durch die geschichtlichen Aufzeichnungen unterstützt werden.
Die Chronik gliedert sich in mehrere Teile und ist in insgesamt zehn Handschriften aus dem Zeitraum des 15. bis 17. Jahrhunderts überliefert. Die ersten zwei Teile der Schöppenchronik behandeln rückblickend, mit den Kenntnissen des 14. Jahrhunderts, die Geschichte Magdeburgs von einer vermeintlichen Gründung der Stadt durch Julius Cäsar bis zur Pestepidemie des Jahres 1350. Dann folgen zeitgenössische Berichte bis 1428. Der Zeitraum von 1428 bis 1450, in den die Auseinandersetzungen Magdeburgs mit Erzbischof Günther II. fielen, wurde später vernichtet. Aufzeichnungen liegen dann wieder von 1450 bis 1468 und danach sporadisch bis 1516 vor, wobei alle Schilderungen ab 1450 gleichfalls nicht mehr in einer ursprünglichen Fassung, sondern nur noch als Aufzählung von Ereignissen vorhanden sind.

## Verfasser
Die Verfasser der Schöppenchronik sind nicht bekannt und werden nirgends erwähnt.
Dass der Stadtschreiber Heinrich von Lammesspringe der Verfasser der ersten Fassung sein könnte, ist inzwischen fraglich.
Der erste Autor verwendete wahrscheinlich einzelne Unterlagen und Nachrichten zur Stadtgeschichte sowie Sammelwerke wie die Magdeburger Annalen und die Magdeburger Bischofschronik.
Die Schöppenchronik wurde in den folgenden Jahrzehnten von weiteren Autoren fortgeführt.
Auch deren Namen sind unbekannt.

## Handschriften
Inzwischen sind 34 Handschriften der Schöppenchronik bekannt, früher waren es 10.
Die wichtigste Handschrift befindet sich heute in der Staatsbibliothek zu Berlin (Signatur Ms boruss. fol 172).

## Drucke
- Karl Janicke (Hrsg.): Die Magdeburger Schöppenchronik (= Die Chroniken der deutschen Städte. Siebenter Band / Die Chroniken der niederdeutschen Städte. Erster Band). Leipzig 1869 (Digitalisat, Google Buch).